# دانا پیریتز

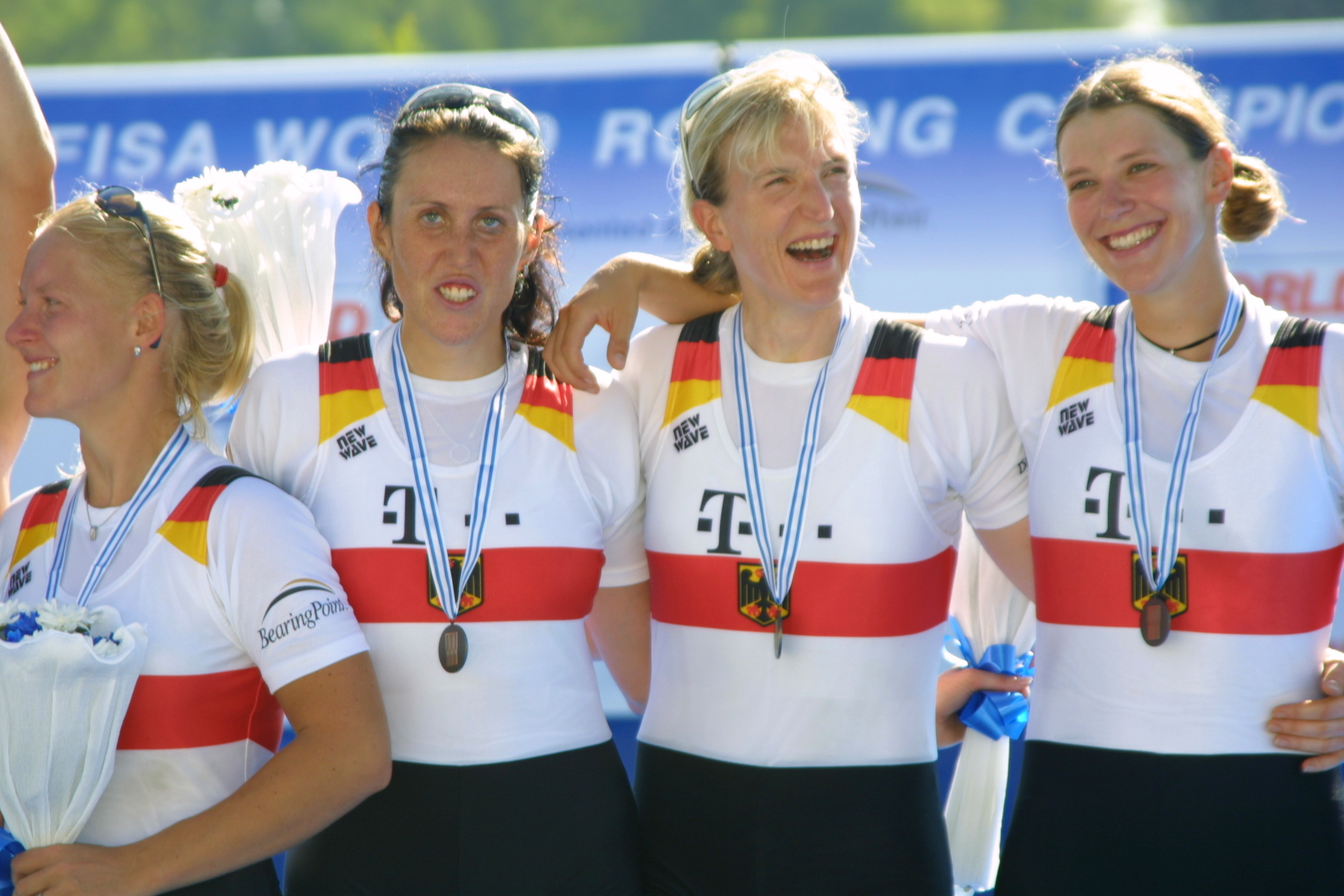
دانا پیریتز (سمت راست تصویر، نفر دوم) - ۲۰۰۳

دانا پیریتز (آلمانی: Dana Pyritz؛ زادهٔ ۳۱ اوت ۱۹۷۰) قایقران روئینگ اهل آلمان بود.